# Алмашки крај
Алмашки крај је део Новог Сада. 

## Положај
Смештен је између Алмашке и Саборне цркве и обухвата делове градских четврти Подбара и Стари град.
Границу Алмашког краја чине улице Темеринска (на западу), Пашићева (на југу), затим улице Златне греде, Лончарска, Земљане Ћуприје и Ђорђа Рајковића (на истоку), те Алмашка улица (на северу), иако се насеље делимично простире и северно од Алмашке улице.
У административном смислу, Алмашки крај је подељен између месних заједница "Подбара" (на североистоку) и "Стари град" (на југозападу).

## Историја
Алмашки крај је насељен српским породицама из села Алмаш 1718. године, отуда и име. Алмашка црква је саграђена 1797. и она је највећа православна црква у Новом Саду. У овом делу Новог Сада је смештена и нова зграда Матице српске.
Српско коморско насеље Алмаш налазило се северно од Новог Сада, на Алмашкој бари, између Темерина, Надаља и Госпођинаца. Расељено је крајем друге деценије 18. века. Према попису од 1715. у насељу је било 20 српских породица. Године 1718. преселиле су се у Петроварадински Шанац, на простор између данашње Алмашке и Саборне цркве. Прозвали су га Алмашки крај. 
Иако сиромашни, Алмашани су одмах по доласку изградили храм од земље, шибља, трске и дасака. Године 1733. подигли су мало већу цркву. Међутим, ни та није задовољавала њихове потребе, па је око и изнад старе изграђена нова Алмашка црква, освећена 1797. а потпуно завршена 1808.
2019. године, на седници Републичке владе, Алмашки крај је проглашен за заштићену културно-историјску целину.

## Становништво
Рачуна се да у Алмашком крају живи око 4.000 становника, претежно Срба.

## Галерија
- Алмашки крај на мапи Новог Сада из 1745. године
- Зграда Матице српске
- Улица у Алмашком крају